# Ріфат Хаджиселімович
Ріфат Хаджиселімович — боснійський вчений, генетик. Член-кореспондент Академії наук і мистецтв.

## Біографія
Ріфат Хаджиселімович народився в Шипраге, Боснія і Герцеговина, 7 січня 1944 року.
Закінчив середню школу в Баня-Луці в 1962 році. Вступив на факультет природничих наук у Сараєво. Закінчив інститут в 1966 році, отримав ступінь магістра біологічних наук (антропологія).
З 2013 року, після понад 45 років служби, був призначений почесним керівником та виконувачем обов'язків наукового керівника в Інституті генетичної інженерії та біотехнології Сараєвського університету .

## Професійна кар'ра
У 1971 році він закінчив факультеті природничих наук Університету Загреба, захистив дисертацію під назвою «Історичний аспект руху відносних частот двох аллогенів у людських популяціях». Закінчив У 1976 році факультет біологічних наук Сараєвського університету, захистивши дисертацію на тему «Генетика секреції антигену ABH у населення Боснії та Герцеговини». Здобув докторську ступінь біологічних наук.
З 1966 року Хаджиселімович працює в Університету Сараєво, спочатку був асистентом(1966—1977), потім доцентом (1980) і професором (1984) з наступних предметів: генетика, генна інженерія та біотехнології, еволюція, антропологія та експериментальна біомедицина. З 1984 по 1986 рік він також працював завідувачем кафедри біології. З 1994 р. до 2003 р. займався реалізацією Аспірантури біологічних наук як керівник досліджень. До 2007 року — завідувач кафедри генетики.
У період з 1987 по 2001 рік він був директором Інституту генної інженерії та біотехнологій, а з 2001 року — координатором проекту ДНК, що реалізується у співпраці з Міжнародною комісією з питань зниклих безвісти.
Ріфат Хаджиселімович був активним членом Антропологічного товариства Югославії.

## Нагороди і досягнення
- 1966 р — Нагорода Університету Сараєво за студентську наукову роботу
- 1966 р. — Золотий знак Сараївського університету за чудові успіхи в навчанні
- 1977 р. — Веселін Маслеша — найвища нагорода Боснії і Герцеговини за наукові роботи
- 1990 р. — Шоста квітнева премія міста Сараєво
- 1977 р. — Золота плакетка
- 1981 р. — премія молодіжного наукового руху
- 1983 р. — Медаль «Борис Кідріч» — за особливі заслуги в поширенні технічної культури
- 2007 р. — Нагорода Університету Сараєво за найбільш довідкового професора факультету наук (2007),
- 2018 р. — Член-кореспондент Академії наук і мистецтв